# Acanthomysis indica
Acanthomysis indica är en kräftdjursart som först beskrevs av W. M. Tattersall 1922.  Acanthomysis indica ingår i släktet Acanthomysis och familjen Mysidae. Inga underarter finns listade i Catalogue of Life.